# Francesca Lo Schiavo
Pour les articles homonymes, voir Lo Schiavo.
Francesca Lo Schiavo, de son vrai nom Francesca Loschiavo di Pontalto, est une chef décoratrice italienne née le 11 janvier 1948  à Rome (Italie).

## Biographie
Elle est l'épouse du directeur artistique Dante Ferretti, avec qui elle a collaboré sur plusieurs films.

## Théâtre (sélection)
- juin 2016 : Le nozze di Figaro, Festival des Deux Mondes de Spolète (décors)
- juin 2015 : Così fan tutte, Festival des Deux Mondes de Spolète (décors et costumes)

## Filmographie (sélection)
- 1981 : La Peau (La pelle) de Liliana Cavani
- 1981 : Conte de la folie ordinaire (Storie di ordinaria follia) de Marco Ferreri
- 1983 : Et vogue le navire... (E la nave va) de Federico Fellini
- 1984 : Le Bon Roi Dagobert (Dagobert) de Dino Risi
- 1986 : Le Nom de la rose de Jean-Jacques Annaud
- 1988 : Les Aventures du baron de Münchhausen (The Adventures of Baron Munchausen) de Terry Gilliam
- 1990 : Hamlet de Franco Zeffirelli
- 1990 : La voce della luna de Federico Fellini
- 1994 : Entretien avec un vampire (Interview with the Vampire) de Neil Jordan
- 1997 : Kundun de Martin Scorsese
- 2002 : Gangs of New York de Martin Scorsese
- 2003 : Retour à Cold Mountain (Cold Mountain) d'Anthony Minghella
- 2004 : Aviator (The Aviator) de Martin Scorsese
- 2007 : Sweeney Todd : Le Diabolique Barbier de Fleet Street (Sweeney Todd: The Demon Barber of Fleet Street) de Tim Burton
- 2010 : Shutter Island de Martin Scorsese
- 2011 : Hugo Cabret (Hugo) de Martin Scorsese
- 2015 : Cendrillon (Cinderella) de Kenneth Branagh

## Distinctions

### Récompenses
- Oscar des meilleurs décors
  - en 2005 pour Aviator
  - en 2008 pour Sweeney Todd : Le Diabolique Barbier de Fleet Street
  - en 2012 pour Hugo Cabret[2].
- British Academy Film Award des meilleurs décors
  - en 2012 pour Hugo Cabret

### Nominations
- Oscar des meilleurs décors
  - en 1990 pour Les Aventures du baron de Münchhausen
  - en 1990 pour Hamlet
  - en 1995 pour Entretien avec un vampire
  - en 1998 pour Kundun
  - en 2003 pour Gangs of New York

## Reconnaissance
- 2012 : Grand officier de l'ordre du Mérite de la République italienne[3]